# 巴登县

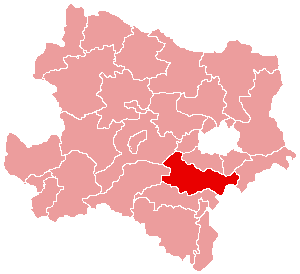
巴登县在下奥地利州的位置

巴登县（德語：Bezirk Baden）是奥地利下奥地利州所辖的一个县。总面积753.4平方公里，总人口138894，人口密度184人/平方公里（2012年）。行政中心位于维也纳巴登。

## 行政区域
巴登县辖有30个市镇。